# Ação (finanças)
Ações (AO 1945: acções),  também chamadas simplesmente de "papéis", são as parcelas que compõem o capital social de uma empresa, ou seja, são as unidades de títulos emitidas por sociedades anônimas.
Quando as ações são emitidas por companhias abertas ou assemelhadas, são negociados em bolsa de valores ou no mercado de balcão.
As ações representam a menor fração do capital social de uma empresa, ou seja, é o resultado da divisão do capital social em partes iguais, sendo o capital social o investimento dos donos na empresa, ou seja, o patrimônio da empresa, esse dinheiro compra máquinas, paga funcionários etc. O capital social, assim, é a própria empresa.
| “ | A companhia aberta é a instituição mais democrática do mundo: não importam raça, sexo, religião ou nacionalidade, qualquer um pode tornar-se sócio de uma empresa de capital aberto, por meio da compra de ações. É um exemplo da verdadeira igualdade de oportunidade. | ” |
|   | — Peter Lynch, famoso gestor de fundos nos Estados Unidos. |   |

As ações representam uma maneira descomplicada e fácil da participações de muitos sócios numa empresa,  "enquanto a entrada ou saída na sociedade de uma empresa limitada ou de capital fechado requer um processo burocrático de alterações de contratos sociais, comprar ou vender uma ação de uma empresa listada em bolsa é um ato feito eletronicamente com poucos clicks". Como a negociação é diária e eletrônica, o preço das ações flutua: se há muitos compradores, o preço tende a subir; do contrário, ou seja, quando há muitos investidores vendendo as mesmas ações, o preço cai, é a lei da oferta e da procura.
Como especulador, mesmo com pouco dinheiro, pode fazer bons negócios comprando e vendendo ações de empresas. Como  investidor, torna-se sócio da(s) empresa(s) da(s) qual(is) adquiriu ações, com os poderes a ele atribuídos limitados pelo tipo de ação que comprou e também pela quantidade de ações que possui.

## Tipos de ações
Existem dois tipos de ação:

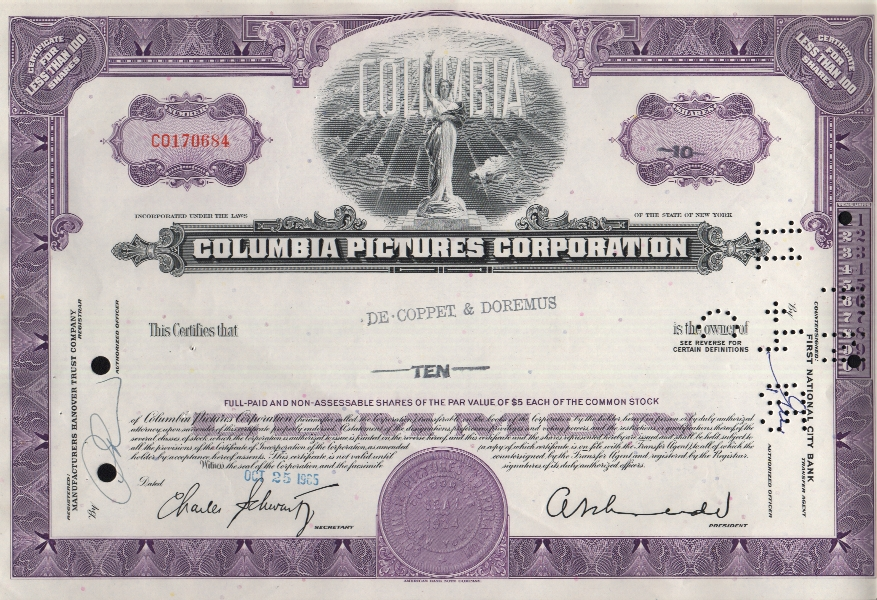
Ação da Columbia Pictures de 1965.

- Ordinárias nominativas (ON) - Ação que proporciona participação nos resultados econômicos de uma empresa. Confere a seu titular o direito de voto em assembleia. Não dão direito preferencial a dividendos.
- Preferenciais nominativas (PN) - Ação que oferece a seu detentor prioridades no recebimento de dividendos e/ou, no caso de dissolução da empresa, no reembolso de capital. Em geral, não concede direito a voto em assembleia. As ações também podem ser diferenciadas por classes: A, B, C ou alguma outra letra que apareça após o "ON" ou o "PN". As características de cada classe são estabelecidas pela empresa emissora da ação, em seu estatuto social. Essas diferenças variam de empresa para empresa, portanto não é possível fazer uma definição geral das classes de ações.

Uma ação endossável é uma ação nominativa que pode ser transferida mediante simples endosso no verso. De acordo com o tipo de registro podem ser classificadas como:
- Nominativas: Cautela ou certificado que apresenta o nome do acionista, cuja transferência é feita com a entrega da cautela e a averbação do termo, em livro próprio da sociedade emitente e identificada pelo acionista.
- Escriturais: não são representadas por cautela ou certificado. Funciona como uma conta corrente, na qual os valores são lançados a débito ou a crédito dos acionistas. Não há movimentação física de documentos. Por exemplo, as ações negociadas no Brasil na B3 e no mercado de balcão organizado são deste tipo.
- Ao portador: Sem identificação de propriedade. São de quem apresentar as ações. Desde 1990 o Brasil não possui mais ações dessa forma, como forma de coibir o uso desses papéis na lavagem de dinheiro.

Pela liquidez do papel:
- Primeira linha ou blue chips: grande volume negociado, grande número de vendedores e compradores;
- Segunda linha: ações menos negociadas.

Pelo grau de capitalização de mercado da empresa:
- Large caps: alta capitalização
- Mid caps: média capitalização
- Small caps: baixa capitalização[2]

Pelo tipo de mercado que são vendidos:
- Mercado integral (lote-padrão): Lote de títulos que apresentam múltiplos da quantidade estabelecida como lote padrão. Essa quantidade de títulos é prefixada pelas bolsas de valores. Quando um investidor opera comprando ou vendendo em múltiplos do lote padrão, sua ordem cai no Mercado Integral, onde estará disponível para investidores de maior porte, que também estão operando dentro do lote padrão.[3]
- Mercado fracionário (lote fracionário): Lote de títulos que apresenta uma quantidade de ações inferior ao lote-padrão estabelecido. Quando um investidor opera comprando ou vendendo em quantidades abaixo do lote padrão, sua ordem cai em um mercado paralelo chamado de Mercado Fracionário, onde estará disponível somente para investidores de pequeno porte, os quais também estão operando abaixo do lote padrão.[3]

## Investimento e especulação

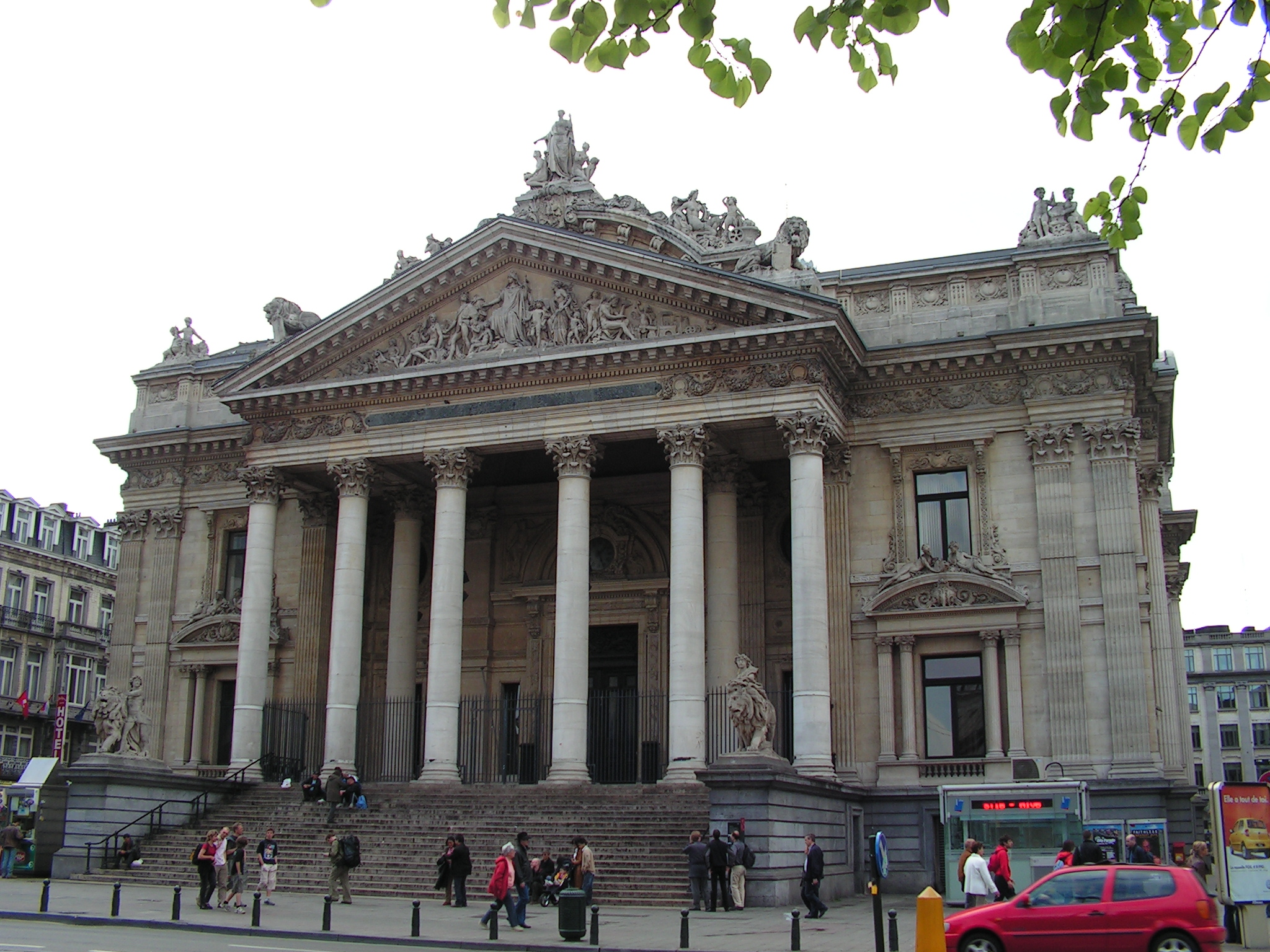
Edifício da Bolsa de Valores de Bruxelas (Bélgica), onde se comercializam a(c)ções.

As ações emitidas pelas companhias abertas podem ser convertidas em dinheiro a qualquer momento (desde que haja procura no mercado), por intermédio de uma Sociedade Corretora, através da negociação em bolsa de valores ou no mercado de balcão.
Independente de qual tipo de análise (fundamentalista, técnica, quantitativa, etc.) se utilize para selecionar as ações, as duas principais formas de se operar no mercado de ações são:
- Investimento, onde se entra, dependendo do tamanho do aporte financeiro, ou como sócio - controlador ou majoritário; ou como sócio ou acionista minoritário; procurando selecionar empresas que tenham bons fundamentos econômicos. Quer pertençam ou não ao Ibovespa, sejam as chamadas blue chips, sejam as chamadas small caps, ou mesmo empresas pré-operacionais em início de atividade que apresentem grande potencial percebido de crescimento, as chamadas startups. Em qualquer destes casos, a entrada do investimento é focada sobretudo na administração, desempenho ou (no caso das startups) potencial da empresa. Assim, o ponto de saída/retirada do investimento (Stop-Loss) será quando os critérios utilizados para escolha da empresa como parte da carteira de ações do investidor já não são mais preenchidos.[4][5] O principal objetivo financeiro é a participação nos lucros e crescimento da empresa, de forma direta ou indireta (através do recebimento de dividendos, por exemplo). Assim, o fator principal para análise, aplicação, manutenção ou retirada de capital é o valor percebido das empresas no mercado, seja presente (blue chips) ou futuro esperado (small caps e startups), sendo o preço um fator secundário e reflexivo, se tanto.
- Trading, termo em inglês que se refere especificamente à negociações efetuadas nos mercados financeiros. Neste caso a aplicação financeira em ações é focada sobretudo nas flutuações de preço (para cima ou para baixo), que ocorrem rotineiramente nas Bolsas de Valores, no curto e médio prazo (ver: Day trading). Neste tipo de aplicação, o que mais importa é a liquidez e volatilidade de cada ação escolhida.[6][7][8] O principal objetivo financeiro do especulador é que, ao longo do tempo, a soma dos ganhos obtidos nas negociações bem-sucedidas (mesmo que estas sejam em menor número) se mantenha acima da soma das perdas assumidas nas negociações fracassadas (mesmo que estas últimas representem um maior percentual do total de suas negociações).[9][10] Nessa modalidade, o preço consensual momentâneo entre os participantes do mercado é o fator principal, ou (dependendo da metodologia) um dos principais para análise, aplicação, manutenção ou retirada de capital.[11]

Um erro muito comum entre a maioria dos participantes do mercado (mesmo entre profissionais, incluindo jornalistas especializados)   é não ter estes conceitos básicos  assimilados, e consequentemente nem os critérios de entrada, manutenção e saída de um investimento bem definidos.   Assim, é comum que as pessoas em geral confundam frequentemente não apenas uma modalidade de aplicação de capital com a outra, mas também os critérios de cada uma, com consequências financeiras, não raro desastrosas.